# Spix-ara
A Spix-ara (Cyanopsitta spixii) a madarak osztályának papagájalakúak (Psittaciformes) rendjébe és a papagájfélék (Psittacidae) családjába tartozó Cyanopsitta nem egyetlen faja.

## Rendszerezése
A fajt Johann Georg Wagler német ornitológus írta le 1832-ben, a Sittace nembe Sittace Spixii néven. Tudományos faji nevét Johann Baptist von Spix német természettudósról kapta.

## Előfordulása
Brazília keleti részén volt honos. Természetes élőhelyei a szubtrópusi és trópusi lombhullató erdők és cserjések.

## Megjelenése
Testhossza 55–57 centiméter, testtömege 296–400 gramm.

## Életmódja
Magvakkal és gyümölcsökkel táplálkozik.

## Természetvédelmi helyzete
Az elterjedési területe rendkívül kicsi volt, a természetben 2000 óta nem észlelték, fogságban még élnek példányai. A Természetvédelmi Világszövetség Vörös listáján vadon kihalt fajként szerepel. A faj hanyatlása elsősorban a kereskedelmi célú csapdázás és az élőhelyeinek elvesztésének eredménye volt.